# جوی دوسر پرک

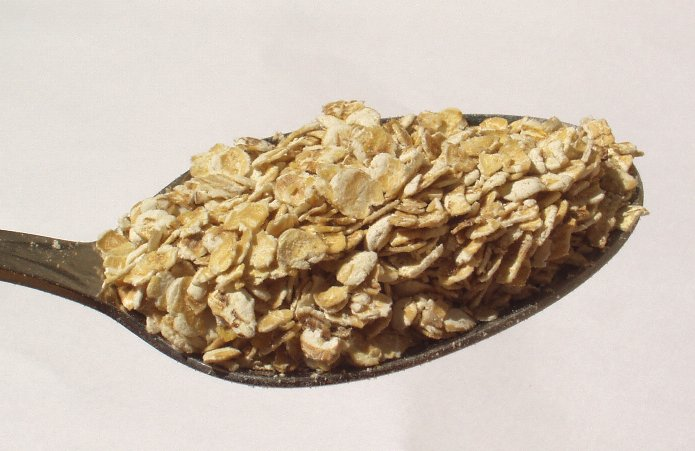
یک قاشق غذاخوری از محصول فرآوری شدهٔ جو دو سر

جوی دوسر پرک (انگلیسی: Rolled oats) گونه‌ای از غله کامل است که با اندکی فرآوری از جو دوسر بلغور تهیه می‌شود و سپس پوسته‌گیری و پس از آن هم بخارپز می‌شوند. تا پیش از آنکه محصول نهایی در زیر غلطک‌های ویژه و سنگین به شکل تکه‌های صاف درآید، در طی فرایند تابش گرمایی اندکی برشته‌کاری می‌شوند.
غلات و حبوبات مشتق بر جو دو سر، یک دانه و محصول مغذی است و می‌تواند به عنوان یکی از خانوادهٔ غلات در صبحانه میل شود. اشکال مختلفی از بلغور جو دو سر، و جو دو سر سوزنی وجود دارد که می‌توان آنها را به صورت پخته در سوپ هم استفاده کرد. جو دو سر معمولاً بیشتر به شکل بخارپز و سپس خشک شده برای یک مدت طولانی و جهت پخت‌وپز استفاده می‌شود. جو دو سر دارای طیف وسیعی از منابع عالی تیامین می‌باشد، آهن و فیبر نیز از ترکیبات اصلی و کامل محصول است.
ِ